# Mario Luis Fuentes
Mario Luis Fuentes Alcalá (Ciudad de México, 18 de enero de 1956) es un economista, académico, profesor, escritor y político mexicano. Desde el 5 de marzo de 2020 es patrono de la Universidad Nacional Autónoma de México (UNAM).
Se ha desempeñado como director general del Consejo Nacional de Fomento Educativo de 1992 a 1994 durante la presidencia de Carlos Salinas de Gortari, director general del Sistema Nacional para el Desarrollo Integral de la Familia (DIF) de 1994 a 1999 y director general del Instituto Mexicano del Seguro Social en 2000 durante la presidencia de Ernesto Zedillo.

## Biografía
Es licenciado en Economía por el Instituto Tecnológico Autónomo de México. Es también Maestro en Estudios del Desarrollo por el Instituto de Estudios Sociales de La Haya; doctor en Estudios del Desarrollo por la Universidad de Anglia del Este; Doctor en Estudios Políticos y Sociales por la Facultad de Ciencias Políticas y Sociales de la UNAM; y doctor en Teoría crítica por 17, Instituto de Estudios Críticos.
Es profesor de varias asignaturas en el programa de posgrado y de licenciatura de la Facultad de Ciencias Políticas y Sociales. En la Facultad de Economía de la UNAM es Coordinador de la Especialización en Desarrollo Social. Entre 2010 y 2019 fue integrante de la Junta de Gobierno de la UNAM nombrado por el Consejo Universitario. En la propia UNAM es, desde el 2013, titular de la Cátedra UNAM Trata de Personas.. Actualmente es integrante de la Junta de Patronos de la UNAM.
Como resultado de su investigación académica, es autor de más de 20 libros, y de numerosos artículos y ponencias en foros nacionales e internacionales, muchos de los cuales pueden consultarse gratuitamente en la página electrónica del PUED-UNAM, donde es Investigador de Tiempo Completo: http://www.pued.unam.mx/
En julio de 2010 fundó México Social, un proyecto multimedia que tiene presencia en televisión, con un programa del mismo nombre, el cual es transmitido a través de la señal del Canal Once, y con una columna semanal en el periódico Excélsior. 
Mario Luis Fuentes es colaborador semanal del periódico Excelsior y comentarista para Grupo Imagen, en red nacional, en el 90.5 de FM.Asimismo, es colaborador semanal en el portal https://aristeguinoticias.com/
Es miembro permanente honorario del Consejo Consultivo de UNICEF-México y miembro de Número de la Academia Mexicana de Economía Política.[cita requerida].
Desde el año 2020 es Miembro Asociado del Seminario de Cultura Mexicana
Ha sido galardonado con el Premio INEGI, en el 2013, 2014, 2015 y 2016, en las categorías Ensayo y Columna, y también en el 2015 en la Categoría Entrevista por el Programa México Social, en Canal Once.[cita requerida]
Obtuvo además el Premio Nacional Rostros de la Discriminación "Gilberto Rincón Gallardo", 2013, en la categoría Artículo de Opinión.[cita requerida]